# リエージュ王立フィルハーモニー管弦楽団
- リエージュ管弦楽団
- リエージュ交響楽団
- ワロニー・ブリュッセル共同体リエージュ・フィルハーモニー管弦楽団
- フランス語圏共同体リエージュ・フィルハーモニー管弦楽団
- ベルギー王立リエージュ・フィルハーモニー管弦楽団
- リエージュ・フィルハーモニー管弦楽団

リエージュ王立フィルハーモニー管弦楽団（Orchestre Philharmonique royal de Liège）は、ベルギーのオーケストラ。かつてはリエージュ管弦楽団(Orchestre de Liège)、リエージュ交響楽団(Orchestre Symphonique de Liège)、フランス語圏共同体リエージュ・フィルハーモニー管弦楽団(Orchestre Philharmonique de Liège et de la Communauté française)ワロニー＝ブリュッセル共同体リエージュ・フィルハーモニー管弦楽団(Orchestre Philharmonique de Liège et de la Communauté Wallonie-Bruxelles)等の表記も見られた。

## 沿革
1960年、フェルナン・キネにより「リエージュ管弦楽団」として創設された。1983年にリエージュ・フィルハーモニー管弦楽団（Orchestre Philharmonique de Liège）に改称。2010年にベルギー王室から「王立」を冠することが認められた。

## 歴代音楽監督等
- フェルナン・キネ(1960-1964)
- マニュエル・ロザンタル(1964-1967)
- ポール・シュトラウス(1967-1977)
- ピエール・バルトロメー(1977-1999)
- ルイ・ラングレー (2001-2006)
- パスカル・ロフェ(2006-2009)
- フランソワ＝グザヴィエ・ロト(2009-2010)
- クリスティアン・アルミンク(2011-2019)[4]
- ゲルゲリー・マダラス(2019-2025)[5]
- リオネル・ブリンギエ（英語版）(2025- ) [6]

## 註
1. ↑  “リエージュ・フィル創設50周年記念BOX～フェルナン・カネから21世紀へ～”. 2018年3月4日時点のオリジナルよりアーカイブ。2018年3月4日閲覧。
2. ↑  Wangermée, Robert (2001) (英語). Musique - Musiques 2000 : Chronique de la vie musicale en Wallonie et à Bruxelles. Liège Mardaga. p. 102. ISBN 9782870097953
3. ↑  https://www.oprl.be/
4. ↑  “Historique de l'OPRL” (フランス語). Orchestre Philharmoniqu Royal de Liege. 2024年1月25日閲覧。
5. ↑  “Le Directeur musical” (フランス語). Orchestre Philharmoniqu Royal de Liege. 2024年1月25日閲覧。
6. ↑  “Lionel Bringuier a été nommé Directeur musical de l’OPRL à compter de septembre 2025.” (フランス語). Orchestre Philharmonique royal de Liège. 2025年6月15日閲覧。